# Cai Yong
Pour les articles homonymes, voir Cai.
Dans ce nom chinois, le nom de famille, Cai, précède le nom personnel.
Cai Yong (133- 23 mai 192) est un fameux calligraphe, historien et conseiller de la Cour sous la dynastie des Han. Il est chassé de la Cour impériale par les eunuques après son interprétation de certains augures pour l’empereur Han Lingdi qui dénonçaient la trop grande influence de ceux-ci. Plusieurs années plus tard, à partir du mois d'octobre 189, après avoir été invité à joindre Dong Zhuo et menacé de mort en cas de refus, il sert celui-ci à titre de conseiller. En l'an 192, après que Dong Zhuo fut tué, il pleure sa mort et pour cela, est emprisonné et tué sur l’ordre de Wang Yun afin de l’empêcher de contribuer au récit historique des Han.
Cai Yong a établi le texte des Classiques en pierre de Xiping, gravés en 175.

## Œuvres
- Duduan, Cai Yong. Tout à propos de la gouvernance
- Yueling zhangju, Cai Yong. Stanzas se rapportant à la phénologie lunaire
- Nü Xun, Cai Yong. Conseils pour les femmes
- Qin Cao, Cai Yong. Une liste de mélodies Qin avec leurs descriptions